# Connaraceae
Connaraceae es una familia de plantas con flores perteneciente al orden Oxalidales que tiene 16 géneros y unas 350 especies. 
Familia pantropical con 16 géneros y  300–350 especies; para América tropical se conocen 5 géneros y 108 especies distribuidas desde México hasta Brasil (Santa Catarina) y en las Antillas; en Nicaragua se encuentran 3 géneros y 6 especies.

## Descripción
Son plantas leñosas, árboles, arbustos con ramas trepadoras o bejucos; plantas hermafroditas. Hojas sin estípulas, compuestas, imparipinnadas (el folíolo terminal casi siempre mayor que los laterales), folíolos con base cuneada, obtusa, angostada o raramente peltada, ápice acuminado a mucronado, margen por lo general entero, a veces revoluto, nunca aserrado, crenado o dentado, nervadura reticulada o transversal. Inflorescencias generalmente paniculadas o espiciformes, axilares, pseudoterminales o terminales; flores bracteadas, actinomorfas, 5-meras; estambres 10, los 5 episépalos más largos que los otros 5 epipétalos, anteras globosas o subglobosas con dehiscencia longitudinal; carpelos 1 o 5, apocárpicos, 2-ovulados, uno o varios carpelos maduran para formar el fruto. Fruto en folículo, con o sin estípite, cáliz presente en el fruto; semillas 1 por fruto, con o sin endosperma; ariloide presente.

## Taxonomía
La familia fue descrita por Robert Brown  y publicado en Narrative of an Expedition to Explore the River Zaire 431. 1818. El género tipo es: Connarus L. 

## Géneros
| - Agelaea - Bernardinia - Burttia - Byrsocarpus - Cnestidium - Cnestis | - Connarus - Ellipanthus - Hemandradenia - Jaundea - Jollydora - Manotes - Pseudellipanthus | - Pseudoconnarus - Rourea - Roureopsis - Schellenbergia - Spiropetalum - Vismianthus |